# Les Chansons de Clarisse
Albums de Jeanne Moreau
12 Chansons
(1967) Jeanne chante Jeanne
(1970)
Les Chansons de Clarisse est un album de chansons de Jeanne Moreau sorti en 1968.

## Historique
Le poète Eugène Guillevic avait écrit des chansons d'après un roman d'Elsa Triolet. Il les montre à cette dernière qui demande au compositeur Philippe-Gérard de les mettre en musique. Eugène Guillevic écrit alors un autre ensemble de chansons d'après le roman Les Manigances d'Elsa Triolet. À la demande de la romancière, il s'inspire d'un personnage du roman, Clarisse Duval. Philippe-Gérard les met également en musique. Jeanne Moreau accepte de les interpréter et les enregistre en 1968.

## Pistes
Toutes les paroles sont écrites par Eugène Guillevic d'après Elsa Triolet. Les musiques sont composées par Philippe-Gérard
| No  | Titre                           | Paroles | Musique | Durée |
| --- | ------------------------------- | ------- | ------- | ----- |
| 1.  | Je monte sur les planches       |         |         | 2:44  |
| 2.  | Je suis vous tous qui m'écoutez |         |         | 3:00  |
| 3.  | La Tricoteuse                   |         |         | 0:43  |
| 4.  | Tout ce que je veux             |         |         | 1:45  |
| 5.  | Les Ennuis du soleil            |         |         | 1:37  |
| 6.  | Aimez-moi mieux                 |         |         | 1:19  |
| 7.  | J'ai l'air de plaisanter        |         |         | 0:57  |
| 8.  | Débarrassée de vous             |         |         | 1:32  |
| 9.  | Aimer                           |         |         | 2:04  |
| 10. | Rossignol                       |         |         | 1:41  |
| 11. | On chante ce qu'on peut         |         |         | 0:58  |
| 12. | L'Insaisissable                 |         |         | 0:42  |
| 13. | Au verso de ce monde            |         |         | 2:11  |
| 14. | Que toi                         |         |         | 2:20  |
| 15. | D'un monde parallèle            |         |         | 1:49  |
| 16. | Les Plaintes de la plaine       |         |         | 1:16  |
| 17. | Jamais                          |         |         | 2:27  |